# Kościół św. Mikołaja w Lublińcu
Kościół św. Mikołaja – zabytkowy kościół parafialny znajdujący się w centrum miasta Lubliniec. Należy do parafii św. Mikołaja w Lublińcu.

## Historia
Kościół został wybudowany w latach 1576-1579.
Większe kaplice należące do parafii św. Mikołaja:
- kaplica św. Boromeusza
- kaplica w bloku parafialnym przy ul. św. Mikołaja

## Organy
Obecne organy wybudowała firma Schlag & Söhne w 1905 roku.
Dyspozycja instrumentu:
| Manuał I               | Manuał II              | Pedał            |
| Hauptwerk              | Oberwerk               |                  |
| ---------------------- | ---------------------- | ---------------- |
| 1. Mixtur 4 fach       | 1. Lieblich.Ged. 16’   | 1. Subbaß 16’    |
| 2. Rauschquinte 2 2/3' | 2. Aeoline 8’          | 2. Violon 16'    |
| 3. Octave 4’           | 3. Salicional 8’       | 3. Quintaton 16' |
| 4. Principal 8’        | 4. Geigenprinc. 8’     | 4. Cello 8'      |
| 5. Gemshorn 8’         | 5. Rohrflöte 8’        | 5. Baßflöte 8'   |
| 6. Offenflöte 4’       | 6. Traversflöte 4’     | 6. Fagott 16' *  |
| 7. Hohlflöte 8’        | 7. Fugara 4’           |                  |
| 8. Gambe 8’            | 8. Progr.harm. 2-3fach |                  |
| 9. Bourdon 16’         | 9. Oboe 8’ *           |                  |
| 10. Trompete 8' *      |                        |                  |

## Galeria

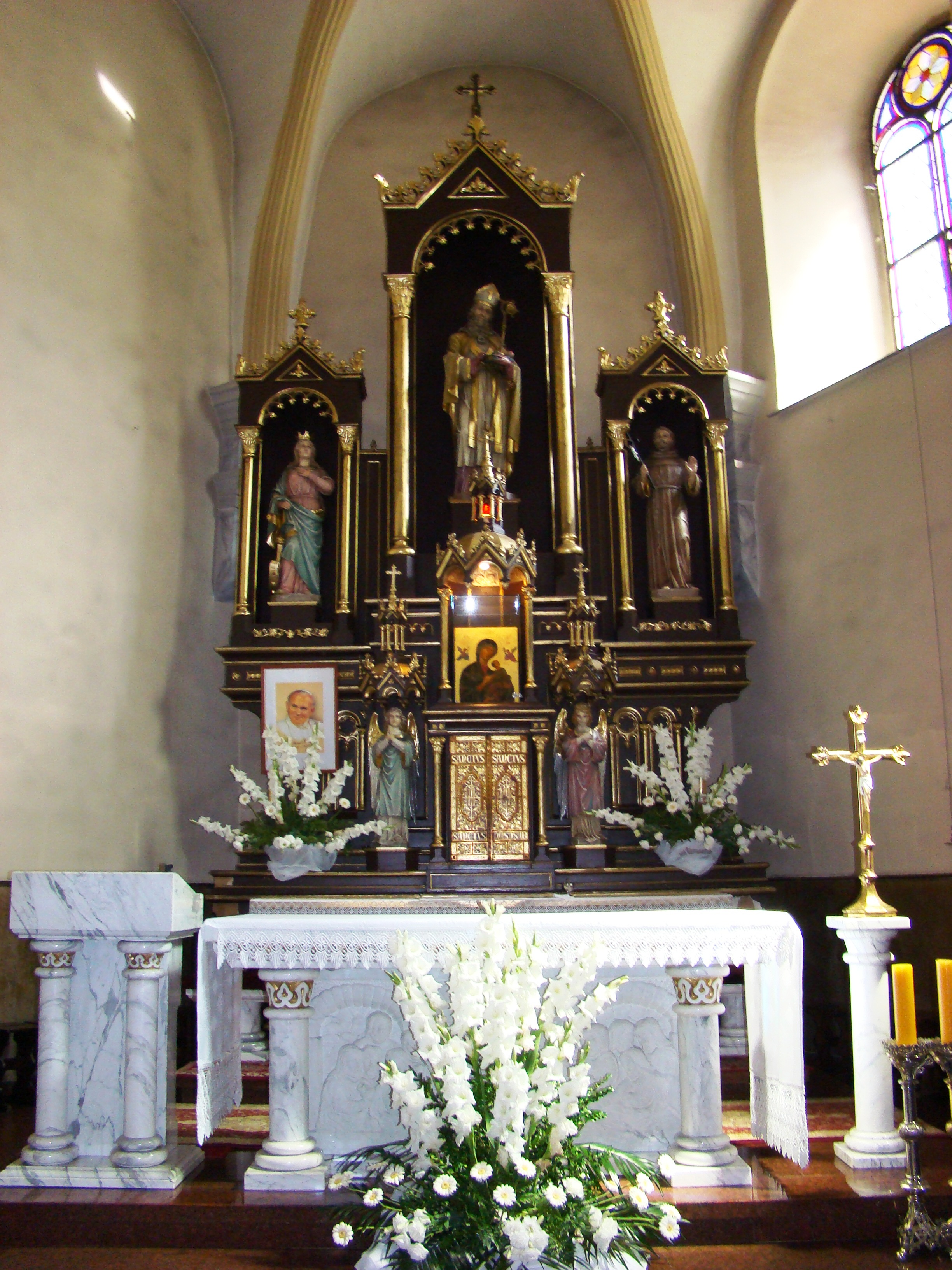
Ołtarz główny
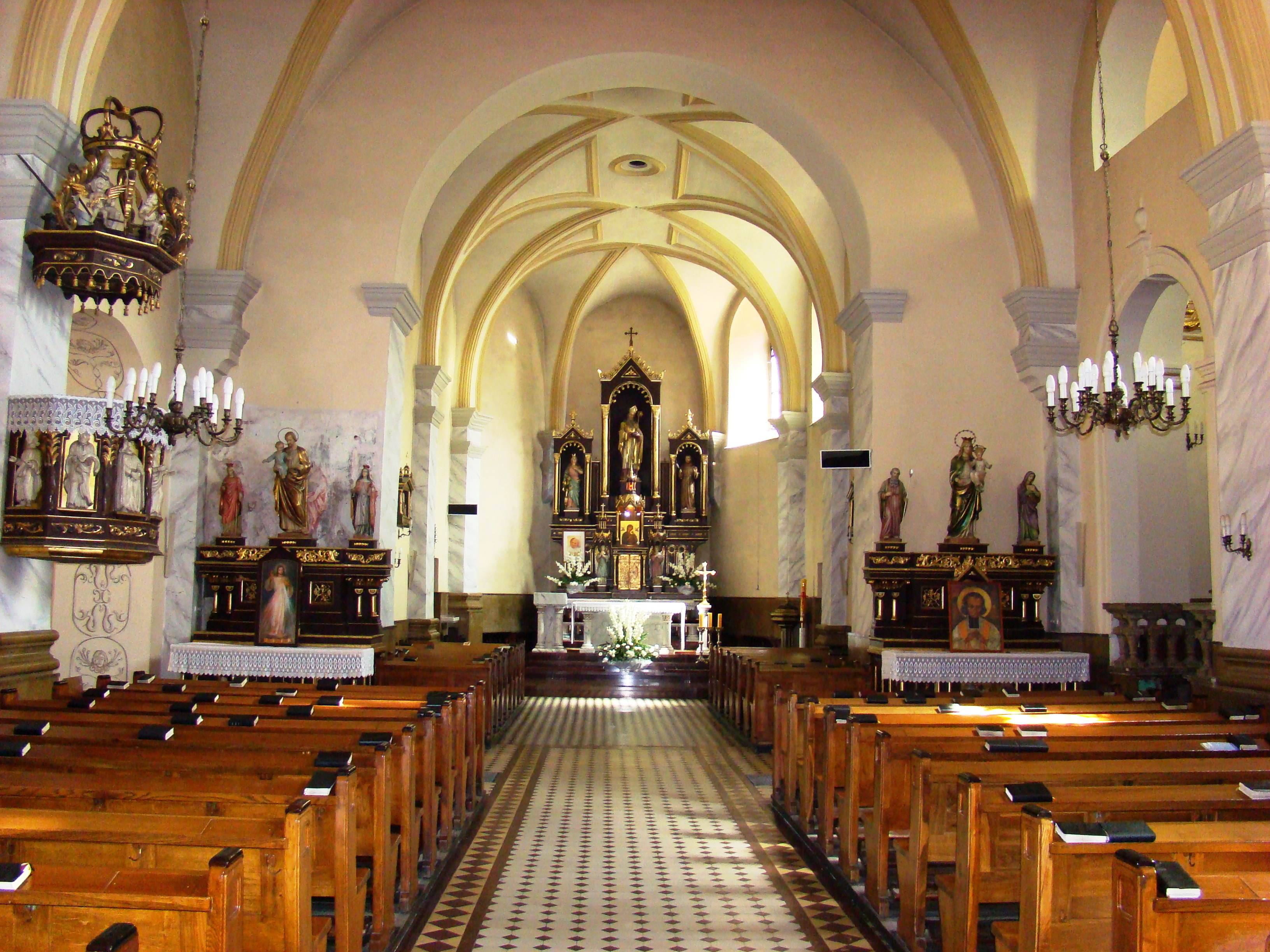
Wnętrze kościoła
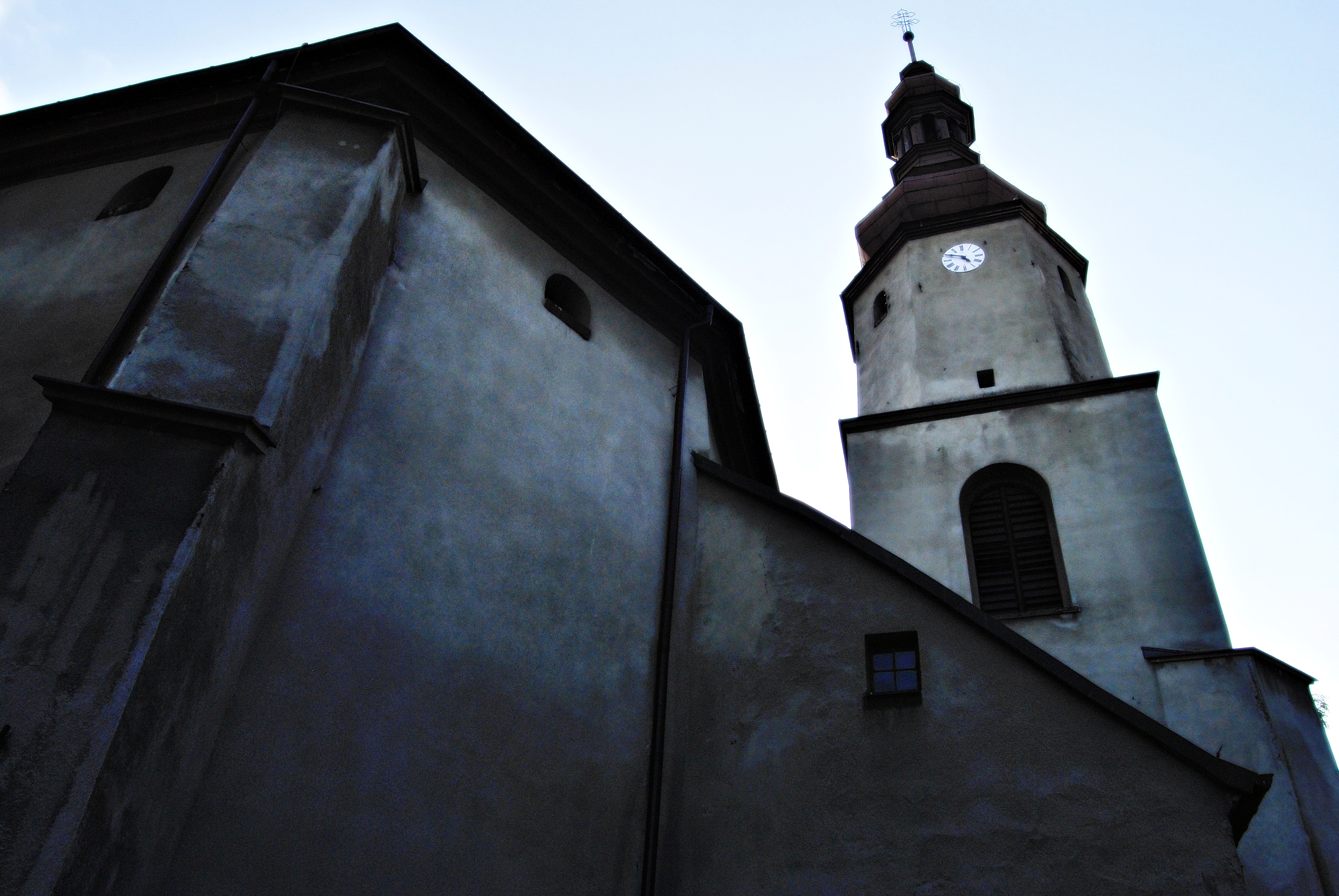
Wieża kościelna
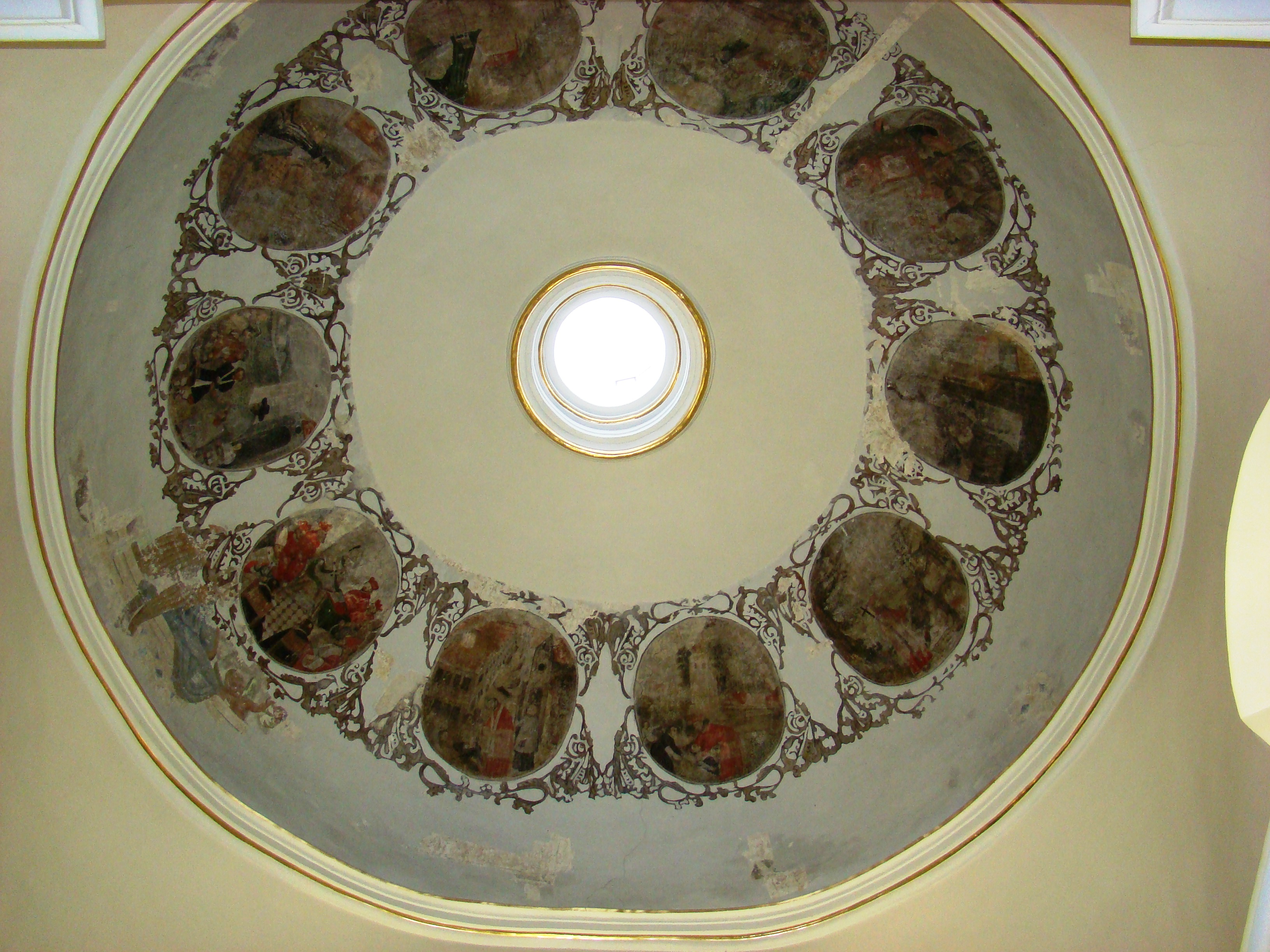
Kaplica boczna